# ابراهیم ایجی
ابراهیم بن احمد ایجی ملقب به مجدالدین (؟ -۱۳۰۰م) متکلّم ایرانی در سدهٔ هفتم هجری بود. از اهالی ایج، در استان فارس بود. «المطالع» در شرح طوالع الأنوار از قاضی بیضاوی دربارهٔ علم کلام و «معراج الوصول فی شرح منهاج الأصول» از آثار اوست. خیرالدین زرکلی ذکر کرده که نسخه‌های خطی این دو اثر را در کتابخانه چستر بتی دیده است.